# Sport i Västerås
Sport i Västerås handlar om sport och idrott i tätorten Västerås. Från Västerås kommer det ett antal framstående lag i högsta divisionerna och idrottare i landslagsklass. Västerås SK Fotboll har ungdomsakademi. Västerås Friidrottsklubb var år 2008 värd för SM i friidrott. Framstående idrottare från Västerås är bland andra Victor Nilsson Lindelöf, Mikael Backlund och Hampus Finndell. 

## Bandy
De "grönvita" Västerås SK är Sveriges mest framgångsrika bandyklubb genom tiderna med hela 21 SM-guld på herrsidan och två på damsidan. 38 SM-finaler har klubben medverkat i på herrsidan och fem på damsidan, också det i särklass mest i Sverige. Utöver detta ett otal förstaplatser, seriesegrar, i landets högsta divisioner (som haft olika benämningar och gruppindelningar genom åren). 2019 vann VSK:s damlag trippeln (SM-Guld, Svenska Cupen och World Cup) som första lag någonsin i svensk bandy. År 1990, under stadens 1000-årsjubileum, spelades SM-finalen på klubbens hemmaarena Rocklunda IP. VSK både deltog och segrade i finalen, något som betraktades som jubileumsårets höjdpunkt.
Västerås SK har på herrsidan också en svårslagen, obruten svit i att delta i SM-slutspel. Sedan 1985 har klubben varje år nått minst kvartsfinal, och ofta längre än så.
Klubben bildades den 29 januari 1904. 2004 firades klubbens 100-årsjubileum med olika arrangemang, bl.a. en teaterföreställning som enbart handlade om "grönvitt".
Arenan Rocklunda, som sedan 2007 byggts om till hall (den andra bandyhallen i Sverige) under namnet ABB Arena Syd, var 1956 världens första konstfrysta bandyplan. Arenan delas med TB Västerås vars herrlag spelar i Allsvenskan samt med skridskoklubben Pollux.
Många landskamper och matcher i bandyns världsmästerskap har spelats i Västerås. Några gånger har Västerås varit huvudort för bandy-VM. Senast 2009 då Sverige inför fullsatta läktare slog Ryssland med 6-1 i finalen. 2004 vann Finland på Rocklunda sitt hittills enda VM-guld, genom att slå Sverige med 5-4 efter förlängning.

## Fotboll
Gideonsbergs IF:s damlag vann SM-guld 1992 samt NM-guld 1993 i fotboll. 1993 vann de svenska cupen för damer. De har dessutom två förlorade SM-finaler från slutet av 1970-talet och början av 1980-talet. De ligger efter säsongen 2023 på fjortondeplats i damallsvenskans maratontabell.  Idag (2024) håller man till i Ettan. Under 2010-talets andra hälft har BK30 varit stadens mest framgångsrika damlag, och man spelade två säsonger i Elitettan 2017-2018. 
Västerås SK:s herrlag spelar 2024 i den högsta divisionen i Sverige, Allsvenskan, efter att ha vunnit Superettan 2023. VSK har även tidigare spelat fyra säsonger i Allsvenskan, där den senaste sejouren innan denna var 1997. Västerås IK har gjort en allsvensk säsong, den första upplagan någonsin 1924/1925, och spelar i dag (2024) i Division 4. I Division 4 spelar (2024) även stadens äldsta fotbollsklubb IFK Västerås, i folkmun kallat "elefanterna", som gjort 30 säsonger i landets näst högsta serie Superettan, senast 1987. Västeråsklubben Syrianska IF Kerburan, hemmahörande i stadsdelen Vallby, gjorde 4 raka säsonger i division 1 mellan åren 2009-2012 och slutade som bäst på tredje plats år 2010, samma år besegrades lokalkonkurrenten Västerås SK med 2-1 inför 6 441 åskådare. På senare tid har det gått tyngre för klubben och man återfinns säsongen 2024 också i Division 4.
Skiljebo SK från östra Västerås är i dag stadens näst bästa fotbollsklubb på herrsidan och man har den största ungdomsverksamheten i Västmanland. Klubben spelar 2024 i Division 2, tillsammans med Råbyklubben IK Franke som också är kända för framgångsrik ungdomsverksamhet och som bland annat fostrat Victor Nilsson Lindelöf och Pontus Kåmark.

## Segling
Jollekappseglarna Västerås, JKV, är en kappseglingsklubb i stadsdelen Framnäs i Västerås bildad 1973. Seglingsaktiviteterna bedrivs på sjön Mälaren. Klubben har en framgångsrik historia med mängder av mästerskapsmedaljer där Marit Söderströms silver från olympiska sommarspelen 1988 i Seoul är den ädlaste. Det finns även många duktiga ungdomsseglare som plockat hem flera medaljer runt om i världen. Klubben har fostrat många duktiga seglare och har idag en stor ungdomssektion där seglingsträningen framförallt bedrivs i optimistjollar. Klubben har även seglare som seglar E-jolle, Laser Standard, CB66, C55 och Laser Radial. Vidare finns även en vindsurfingsektion.
Klubben har arrangerat flera stora tävlingar, bland annat Junior-SM år 2004 och 2016. Klubben stod som värd för 2008 års Nordiska mästerskap för juniorer där seglare i klasserna E-jolle, Optimistjolle, Laser Radial och Zoom 8 gjorde upp om medaljerna. JKV anordnar även flera regionala tävlingar som visar stort intresse.

## Friidrott
Västerås Friidrottsklubb, VFK, grundades 1989 genom en sammanslagning av dåvarande IK VIK Friidrott och IFK Västerås friidrottssektion. Klubben är Västerås enda friidrottsklubb. Den har sin hemmaarena på Arosvallen och har en större inomhushall, Westinghouse Arena (tidigare namn QuickNet Arena). Klubbdräkten är blå och gul.
Klubben har en rad egna arrangemang på sitt program bl.a. Gurkspelen som 2001 firade sitt 30-årsjubileum och är en av landets största friidrottstävlingar för ungdomar. Ett annat arrangemang man anordnar är Vårruset som 2001 samlade över 10 000 deltagare. Västerås FK arrangerade dessutom SM i friidrott år 2008 på Arosvallen.

## Handboll
VästeråsIrsta HF har säsongen 2024/25 sitt damlag i högsta serien och sitt herrlag i näst högsta serien, samt är efter säsongen 2024/25 trea i handbollens maratontabell för damer. I början av 1990-talet var damlaget uppe i ett flertal SM-finaler och vann Guld 1992. Herrlaget spelade SM-final mot Redbergslids IK 1991.

## Innebandy
Rönnby IBK Tigers har länge varit ett av Sveriges elitserielag i daminnebandy. Klubben blev 2006 SM-tvåa efter finalförlust mot IKSU i Globen. Rönnby vann SM-guld 2007 och 2010 efter segrar mot IKSU i Globen. 2013 mötte man återigen IKSU i SM-finalen där det blev seger med 4-3. Denna gång spelades finalen i Malmö. Västerås IBF, Västerås Innebandy, har haft herrlag i Superligan och damlag i Division 1.

## Ishockey
Västerås IK, Västerås Ishockeyklubb, återfinns säsongen 2024/25 i Hockeyallsvenskan. Den största framgången är vinst i elitseriens grundomgång säsongen 1992/1993. Man har även nått semifinal ett antal gånger under 1990-talet. 2000 åkte VIK ur elitserien och gick i konkurs. På hösten samma år startade klubben om i lägsta divisionen som de omedelbart vann och återfanns efter endast ett par år i näst högsta serien igen, där man alltså befinner sig än idag. I historiken finns även två SM-brons från 1960-talet. Klubben har sedan degraderingen varit med i kvalet till Elitserien 2007/08, 2008/09 och 2012/2013. Profiler som fostrats i VIK är bland andra Niklas Lidström, Patrik Juhlin, Patrik Berglund, Tommy Salo, Erik Ersberg och Mikael Backlund.
Tidigare i historien spelades även ishockey i Västerås SK. VSK tog SM-silver både 1925 och 1926.

## Simning
Västerås Simsällskap bildades 3 november 1910. Landslagssimmare har varit Patrik Isaksson, Thomas Lejdström, Agneta Eriksson och Sven-Göran Johansson.

## Alpint
Västerås Slalomklubb är en av Sveriges första slalomklubbar. Klubben bildades 1945 och var på 1980-talet den största klubben i Sverige. I Västerås ligger även skidanläggningen Vedbobacken.

## Amerikansk fotboll
Västerås Roedeers är en klubb för amerikansk fotboll som startades 1989 av Bo-Göran Lundqvist och Viktor Krantz.
Klubben har lag aktiva i både herr- och damserien. Herrlaget spelar för närvarande (2024) i Division 2 Norra, medan damlaget spelar i Division 1 Dam. Bägge lagen spelar sina matcher på Arosvallen i centrala Västerås.

## Baseboll
- Westerås Baseboll är Sveriges första basebollklubb och grundades 1910 (under namnet Västerås Bäsbollklubb). Man hade sina glansdagar i mitten av 1990-talet då man spelade i Sveriges högsta division Elitserien.

## Badminton
Västerås Badmintonförening hade sin storhetsperiod under tidigt 1990-tal, då man spelade i högsta serien och hade flera av Sveriges bästa badmintonspelare. Idag spelar man i Division 1 och har juniorlandslagsspelaren Denise Shen och Johan Björkholm rankad etta på den nationella rankinglistan bland seniorerna.

## Roller Derby
Västerås Roller Derby bildades 2011. 2013 kom laget på sjunde plats i det första Svenska Mästerskapet i roller derby, vilket följdes upp med en femteplats i Svenska Mästerskapet 2014. Västerås Roller Derby spelar under säsongen 2014/2015 i Elitserien i roller derby. Laget spelade i den historiska öppningsmatchen av det svenska seriespelet i Göteborg den 18 oktober 2014.

## Skytte
Västerås Frivilliga Skarpskytteförening som bildades 1862 är en av stadens äldsta idrottsföreningar. Föreningen bedriver sportskytte för alla åldrar och står ofta som arrangör för större tävlingsevenemang såsom svenska mästerskap.